# 西瓜遊戲
《西瓜遊戲》是百度日本子公司Aladdin X為自家的投影機制作的內建遊戲。在2021年12月，Aladdin X将《西瓜游戏》移植到任天堂Switch上发售。
本作的玩法及外觀與同年年初中國製作並在中國大陸爆紅的小遊戲《合成大西瓜》如出一轍，也因此被中國大陸網友視作《合成大西瓜》的仿製遊戲，稱為其「國際版」或類似稱謂。相比於《合成大西瓜》，本作在保留核心的投入水果、合併成更大的水果的玩法基礎上，對畫面做出微調，新增了排行榜功能。玩家的目标是在堆积的水果不超出指定高度的前提下，合成出西瓜、取得高分。
Aladdin X制作的《西瓜游戏》在2021年末上架任天堂eShop之初反响平平，但是在两年之后的2023年于日本爆紅。在直播主以及VTuber的影响下，《西瓜游戏》热度走向全球。《西瓜游戏》获得了评论者的好评，评论者赞赏《西瓜游戏》简约的游戏玩法和可爱的画面。《西瓜游戏》在2023年10月之时售出了200余万套，成为畅销游戏。

## 玩法

遊戲遊玩介面

《西瓜遊戲》的玩法與中國大陸遊戲《合成大西瓜》幾乎如出一轍。《西瓜游戏》同时包含了《2048》、《Threes!》“合成方块”和《俄羅斯方塊》“随机掉落”的元素，即每次从屏幕上方掉落一个随机样式的水果，相同样式的水果碰撞在一起会合成一个更大的水果，直到合成一个西瓜。在《西瓜游戏》中，水果的放置区域被限定在一个盒子当中，玩家在屏幕上堆积的水果不得溢出盒子，否则游戏结束。当画面上两个相同的水果碰撞时，这两个水果将会消失并原地生成一个更大的新水果，同时玩家会获得分数。玩家的目标是最终合成出游戏中最大的水果——西瓜，并且尽可能获得高分。与下落式游戏俄羅斯方塊不同，游戏不对玩家选择水果落点的过程施加时间限制，但是游戏模拟真实物理重力——所有水果均为圆形，在重力的影响下会碰撞、滚动，最终偏离玩家预定的落点。融合生成更大的水果可能会挤压其他不参与融合的水果，如果这些水果被挤出盒子，游戏亦会结束。
游戏的合成链条上一共有11种水果，從小到大自樱桃开始，历经草莓、葡萄粒、凸顶柑、柿子、苹果、梨、桃子、鳳梨、哈密瓜，最终成为西瓜。在《西瓜游戏》中，两个西瓜碰撞时，二者均会消失且不产生新的水果。玩家在遊玩時，每次放下的水果是從鏈條的前五種水果當中隨機選取，玩家可以提前得知下一個出現的水果。
《西瓜游戏》内建分数排行榜，分为日榜、月榜和全时间总榜，分数排行榜可以联网显示全球其他玩家的分数。